# Diana (cràter)
Diana és un petit cràter volcànic situat a la regió nord de la Mare Tranquillitatis, a la cara visible de la Lluna. En els seus voltants, a més del cràter d'impacte Lucian (a l'est) i el Mons Esam (al nord), es troba l'altre petit cràter volcànic Grace (a l'est).

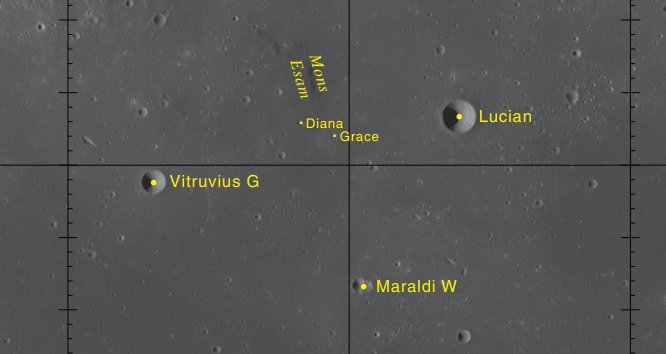
Localització de Diana (centre superior esquerra de la imatge)

El cràter està situat a la part superior d'una cúpula lunar formada per un volcà escut. Presenta una forma netament ovalada, amb el seu eix major orientat en sentit nord-est.
El nom procedeix d'una designació originalment no oficial, continguda en la pàgina 61A2/S1 de la sèrie de plànols del Lunar Topophotomap de la NASA, que va ser adoptada per la UAI el 1979.